# スティーヴ・ヴァレンタイン
スティーヴ・ヴァレンタイン(Steve Valentine, 1966年10月26日 - )は、イギリスのスコットランド出身の俳優。

## 人物
ビショップビッガー (Bishopbriggs)出身。
主に舞台で活躍する。
メインキャストを務めた『女検死医ジョーダン』では脚本にも参加したことがある。
妻と2匹の猫とともにロサンゼルスに暮らしていたが、2005年に離婚した。
また、本人はマジシャンとしても活動している。
2010年10月にインナ・コロブキナと再婚。

## おもな出演作品

### テレビ番組
- アヴァロン 千年の恋 Avalon High(2010、テレビ映画) - ムーア氏
- 爆音家族 I'm in the Band (2010)  - デレク・ジュピター
- 私はラブ・リーガル Drop Dead Diva
- 名探偵モンク　'Monk
- CHUCK/チャック Chuck(2008)
- en:Estate of Panic (2008) ...司会
- Dr.HOUSE　House M.D. (2007)
- ボストン・リーガル　Boston Legal
- 女検死医ジョーダン Crossing Jordan (2001-2007、ナイジェル・タウンゼント、脚本も）
- en:Stacked
- en:FreakyLinks
- en:Just Shoot Me!
- チャームド Charmed
- ダーマ&グレッグ　Dharma & Greg
- en:The Hughleys
- Nikki
- en:The Geena Davis Show
- en:Beyond Belief: Fact or Fiction
- プロビデンス Providence
- V.I.P. V.I.P.
- ふたりは友達? ウィル&グレイス　Will & Grace
- 犯罪捜査官ネイビーファイル　JAG
- en:G vs E
- ベッドの下はふしぎの国　en:Don't Look Under the Bed (1999、テレビ映画)
- LA大捜査線/マーシャル・ロー Martial Law
- Dr.マーク・スローン Diagnosis Murder
- Promised Land
- 絹の疑惑　シルク・ストーキング　Silk Stalkings
- en:Men Behaving Badly
- メルローズ・プレイス Melrose Place
- en:Married with Children

### その他テレビ番組
- en:Ghost Hunters
  - "Halloween 2008 Special" (2008)

### 映画
- ウェイバリー通りのウィザードたち ザ・ムービー　Wizards of Waverly Place: The Movie (2009) アーチー
- ティンカー・ベル Tinker Bell (2008) 春の大臣
- Remembering Phil (2008) ... Miles Delaney
- スパイダーマン3　Spider-Man 3 (2007) ...モデルのカメラマン
- -less ［レス］　Dead End (2003) ... Man in Black
- Gabriela (2001) ... Steven
- Return to the Secret Garden (2000) .... Ellington
- King of the Open Mic's (2000) ... Agent
- Foreign Correspondents (1999) ... Ian
- ハリウッド・ミューズ　The Muse (1999)
- The Shrunken City (1998) ... Ood Leader
- Trojan War (1997) ポニーテール男
- マーズ・アタック! Mars Attacks! (1996)TVディレクター
- Santa with Muscles (1996) ... Dr. Blight

### コンピュータゲーム
- Dragon Age: Origins (2009) アリスター
- アンチャーテッド 黄金刀と消えた船団(2009) ハリー・フリン

### ディスコグラフィ
- Band Van by Iron Weasel
- Weasel Rock You by Iron Weasel